# Euloxio Gómez Franqueira
Euloxio Gómez Franqueira (Cenlle, 6 de juny de 1917 - Ourense, 20 d'abril de 1988) va ser un mestre, empresari i polític centrista i galleguista.

## Vida política
Encara que simpatitzant de les Mocedades Galeguistas durant els anys finals de la Segona República, la carrera política del que va ser màxim representant del galleguisme centrista va néixer durant el franquisme, vinculat a les seves estructures de poder. En 1954 va accedir a un lloc de regidor a Castrelo de Miño i va arribar a ser president de la Germandat de Pagesos de Castrelo i de la Cooperativa Local del Camp, amb el que s'inicia en la vida pública oficial vinculat als sectors productius agrícoles. En aquest període va ser també mediador entre Fenosa i els camperols en les negociacions de l'expropiació dels terrenys on es construiria posteriorment el pantà de Castrelo de Miño, i procurador en Corts pel denominat Terç familiar d'Ourense (en 1966 i durant dues legislatures). En 1977 va fundar el Grup Orensà Democràtic, que després es va integrar en la Unió de Centre Democràtic (UCD). Amb aquest partit va ser diputat per Ourense en la legislatura constituent (del 14 de juliol de 1977 fins al 23 de març de 1979). i després durant dues legislatures més fins al 15 de juliol de 1986. No obstant això aquesta última legislatura es va correspondre amb el desastre electoral de la força centrista, i Gómez Franqueira, sense deixar el seu escó de diputat en el Congrés, va fundar primer Centristas de Ourense, i finalment en 1983 Coalició Gallega. En 1984 va sofrir un accident vascular cerebral que el va allunyar de la vida política, amb el que es va obrir una crisi de lideratge en la formació nacionalista de centre.

## Carrera empresarial
Com empresari es va iniciar també en Castrelo de Miño, on va muntar una cooperativa de repartiment de productes. En 1961, Gómez Franqueira va ser nomenat pel ministeri d'Agricultura gerent de la Unión Territorial de Cooperatives Orensanes (UTECO) i impulsa les Cooperativas Orensanas (COREN), nascudes en 1961. En la fundació de l'empresa, que va tenir a l'inici només una vintena de socis i una aportació de capital tecnològic nord-americà (Swift), va posar tot el seu esforç, i d'ella va obtenir els majors rendiments econòmics i també polítics. El seu objectiu era ampliar les activitats d'aquestes cooperatives perquè entre totes poguessin controlar el procés productiu complet, des de l'obtenció de matèries primeres fins a la comercialització dels productes finals. En 1962 va participar en la creació de la Caixa Rural d'Ourense, que va néixer fonamentalment amb l'objectiu de dotar de finançament al projecte cooperativista.
En 1964, una vegada que ja havia absorbit el coneixement necessari, COREN-UTECO es desfà de la col·laboració de la signatura nord-americana i construïx la seva primera fàbrica de pinsos. En 1965 es constituïx la Cooperativa Provincial de Productors d'Ous i en 1966 comença a funcionar un escorxador avícola per a sacrificar els pollastres de les explotacions. Pinsos, criadero, escorxador i una classificadora d'ous tanquen el cercle del negoci. Amb aquest ànim va estendre les seves activitats en les àrees agrícola, ramadera, avícola i porcina. Així, el que va començar com una societat purament avícola es va convertir, amb el nom de COREN-UTECO, i després ja només Coren, en l'eix de tota la ramaderia de carn a Galícia amb produccions en els sectors porcins, boví de carn, ous, ànecs, galls dindis i conills. A la seva defunció, el seu fill Manuel Gómez-Franqueira va passar a dirigir l'empresa, de la qual és conseller delegat.

## Dades personals
Procedia d'una família humil de camperols. Va estudiar Magisteri i va exercir com mestre durant gairebé vint anys, primer en San Amaro i després a Castrelo de Miño, on va exercir durant més de vint anys. Al juny de 1980 un comando d'ETA politicomilitar va intentar segrestar-li en la seva casa de Razamonde. Els terroristes van fingir una avaria en el cotxe i van entrar en la seva casa amb l'excusa de trucar per telèfon. A l'entrar, van treure les armes i van obligar a Gómez Franqueira que els acompanyés. Aquest, que estava en pijama va demanar permís per a vestir-se, i va aprofitar el moment per a llençar una pistola que estava damunt d'un armari i disparar els etarres, ferint a un d'ells, José Antonio Alcocer Gabaldón, Zapatones, en el coll i en la mandíbula. Va eludir les ràfegues dels altres terroristes tirant-se al sòl entre els llits del dormitori i apagant la llum. Aquest terrorista, ferit, va ser detingut en un pis de Vigo uns dies després.
La Xunta de Galícia li va atorgar la Medalla Castelao en 1986.